# Pita (acteur)
Shinnosuke Ikehata (池畑 慎之介, Ikehata Shinnosuke), dit Pita ou Peter, né le 8 août 1952 à Osaka, est un chanteur, danseur et acteur japonais. Il est apparu notamment dans les films Ran d'Akira Kurosawa et Les Funérailles des roses de Toshio Matsumoto.

## Biographie
Ikehata est surtout connu sous le nom d'artiste Peter (ピーター, Pītā) sous lequel il apparaît dans les shows télévisés de variété et les revues musicales, pseudonyme adopté à l'âge de 16 ans en raison de sa ressemblance avec le personnage de Peter Pan.

## Filmographie sélective
- 1969 : Les Funérailles des roses (薔薇の葬列, Bara no sōretsu) de Toshio Matsumoto : Eddie
- 1970 : La Légende de Zatoïchi : Le Shogun de l'ombre (座頭市あばれ火祭り, Zatōichi abare-himatsuri) de Kenji Misumi : Umeji
- 1977 : L'Île de la prison (獄門島, Gokumon-to) de Kon Ichikawa : Shōzō Ukai
- 1978 : Le Phénix (火の鳥, Hi no tori) de Kon Ichikawa : dame de cour Nusa
- 1981 : Les Fruits de la passion (上海異人娼館, Shanhai ijin shōkan) de Shūji Terayama : Madame
- 1985 : Ran (乱, Ran) d'Akira Kurosawa : Kyoami
- 1990 : Za Ginipiggu 6: Peter no Akuma no Joi-san (The Guinea Pig: Devil Woman Doctor Peter) (crédité en tant que Peter)
- 2006 : Death Note 2: The Last Name (デスノート the Last name, Desu Nōto the Last name) de Shūsuke Kaneko : Rem
- 2017: Hanagatami de Nobuhiko Ōbayashi :la vieille prostituée

## Doublage
- 2003 : Drakengard (jeu vidéo) - deux voix créditées séparément sous les noms de Shinnosuke Ikehata et de Peter
- 2005 : Drakengard 2 (jeu vidéo)